# Atletisme als Jocs Olímpics d'estiu de 1900 - 400 metres masculins
La prova dels 400 metres masculins va ser una de les proves d'atletisme que es va dur a terme als Jocs Olímpics de París de 1900. La prova es va córrer el 14 i 15 de juliol de 1900 i hi prengueren part quinze atletes representants de sis països. Les curses tenien lloc en una pista de 500 m de circumferència.

## Medallistes
| Or         | Plata           | Bronze        |
| Maxey Long | William Holland | Ernst Schultz |

## Rècords
Aquests eren els rècords del món i olímpic (en segons) que hi havia abans de la celebració dels Jocs Olímpics de 1900.
| Rècord del Món | 48,5 (*) | Edgar Bredin | Londres (GBR) | 22 de juny de 1895     |
| Rècord Olímpic | 54.2     | Tom Burke    | Atenes (GRE)  | 7 d'abril de 1896 (NS) |

(*) no oficial 440 iardes (= 402,34 m)
Maxey Long fa un nou Rècord Olímpic a la primera ronda, amb 50,4". A la final el torna a superar, deixant-lo en 49,4".

## Resultats

### Primera ronda
A la primera ronda es disputaren tres sèries. Aquestes sèries es van córrer el 14 de juliol i passaven a la final els dos primers classificats.
Sèrie 1
| Posició | Atleta            | Temps      |
| ------- | ----------------- | ---------- |
| 1       | Maxey Long        | 50,4"      |
| 2       | Harry Lee         | desconegut |
| 3       | Harvey Lord       | desconegut |
| 4       | Georges Clément   | desconegut |
| 5       | Walter Drumheller | desconegut |

Aquesta sèrie fou guanyada fàcilment per Long. Els tres primers classificats foren dels Estats Units.
Sèrie 2
| Posició | Atleta                 | Temps      |
| ------- | ---------------------- | ---------- |
| 1       | William Moloney        | 51,0"      |
| 2       | Ernst Schultz          | desconegut |
| 3       | Charles-Robert Faidide | desconegut |
| 4       | Pál Koppán             | desconegut |
| 5       | Yngvar Bryn            | desconegut |

Altra vegada un atleta estatunidenc guanya fàcilment la sèrie. La segona plaça per a la final se l'adjudica Schulz.
Sèrie 3
| Posició | Atleta          | Temps      |
| ------- | --------------- | ---------- |
| 1       | Dixon Boardman  | 51,2"      |
| 2       | William Holland | desconegut |
| 3       | Henry Slack     | desconegut |
| 4-5     | Zoltán Speidl   | desconegut |
| 4-5     | Umberto Colombo | desconegut |

De nou, els atletes dels Estats Units acaparen les tres primeres posicions de la sèrie.

### Final
| Posició | Atleta          | Temps        |
| ------- | --------------- | ------------ |
| Or      | Maxey Long      | 49,4"        |
| Plata   | William Holland | 49,6" (est.) |
| Bronze  | Ernst Schultz   | desconegut   |
| —       | Dixon Boardman  | DNS          |
| —       | Harry Lee       | DNS          |
| —       | William Moloney | DNS          |

DNS: no surt
Boardman, Lee, i Moloney van decidir no prendre la sortida perquè la final es feia en diumenge. Long i Holland decideixen prendre la sortida i dominen la cursa a plaer.